# لاسزلو سينكو
لاسزلو سينكو (بالمجرية: Sinkó László)‏ هو ممثل مجري، ولد في 14 مارس 1940 ببودابست في المجر، وتوفي بنفس المكان في 31 يوليو 2015. من الجوائز التي نالها جائزة كوشوت ‏.

## جوائز
- جائزة كوشوت [الإنجليزية]‏

## وصلات خارجية
- لاسزلو سينكو على موقع IMDb (الإنجليزية)
- لاسزلو سينكو على موقع ديسكوغز (الإنجليزية)
- لاسزلو سينكو على موقع قاعدة بيانات الفيلم (الإنجليزية)